# Smermisia caracasana
Espèce
Smermisia caracasana est une espèce d'araignées aranéomorphes de la famille des Linyphiidae.

## Distribution
Cette espèce est endémique du District capitale de Caracas au Venezuela,.

## Description
Le mâle holotype rédécrit par Miller en 2007 mesure 1,43 mm.

## Étymologie
Son nom d'espèce lui a été donné en référence au lieu de sa découverte, Caracas.

## Publication originale
- Simon, 1894 : Histoire naturelle des araignées. Paris, vol. 1, p. 489-760 (texte intégral).